# Cultura Nipru-Doneț

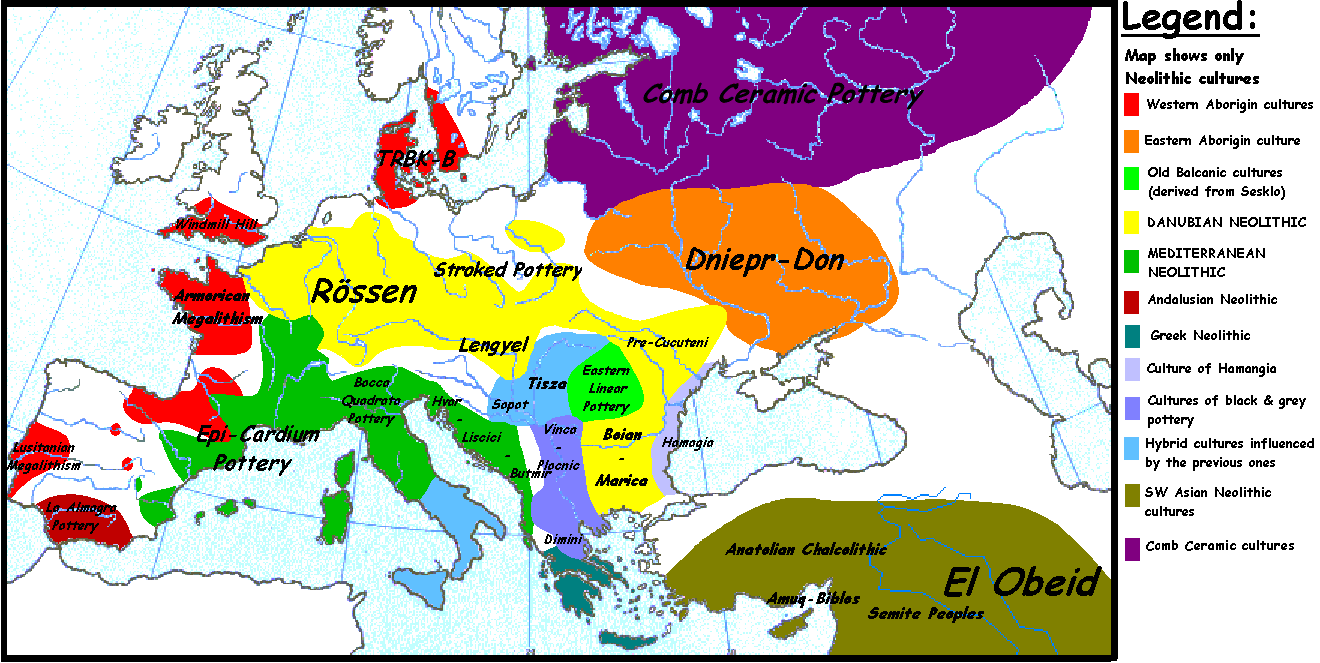
Răspândirea geografică

Cultura Nipru - Doneț (cca. Mileniul al V-lea î.Hr.- Mileniul al IV-lea î.Hr., neolitic (Noua Epocă de Piatră), este o cultură din zona de nord a Mării Negre / Mării Azov între Nipru și râul Doneț. 
A fost o cultură de vânători-culegători care a făcut tranziția la agricultura timpurie. Dovezile economice din primele etape sunt aproape exclusiv despre vânătoare și pescuit.
Înhumarea se făcea în gropi mormânt, decedatul fiind acoperit cu ocru. Înmormântarea se făcea uneori individual, de obicei în grupuri mari, înmormântările erau făcute secvențial, în același mormânt. 